# Tina Turns the Country On!
Albums de Tina Turner
- Acid Queen
(1975)
Tina Turns the Country On! est le premier album studio solo de Tina Turner. Il est paru en août 1974 sur le label United Artists Records.

## Historique
L'album sort alors que Tina Turner fait toujours partie du groupe Ike and Tina Turner.
L'album contient des reprises, entre autres de Kris Kristofferson, Bob Dylan, Olivia Newton-John, James Taylor et Dolly Parton. Bien qu'il lui ait valu une nomination aux Grammy Awards pour la meilleure prestation vocale R&B féminine en 1975, cet album n'a pas été un succès commercial et n'a pas été classé dans les charts. 
Tina Turns the Country On! reste inédit sur CD.

## Liste des titres
| 1. | Bayou Song                                 | P.J. Morse         | 3:22 |
| 2. | Help Me Make It Through the Night          | Kris Kristofferson | 2:48 |
| 3. | Tonight I'll Be Staying Here With You (en) | Bob Dylan          | 2:58 |
| 4. | If You Love Me (Let Me Know) (en)          | John Rostill       | 3:00 |
| 5. | He Belongs to Me                           | Bob Dylan          | 3:59 |

| 1. | Don't Talk Now               | James Taylor | 2:58 |
| 2. | Long Long Time               | Gary White   | 4:42 |
| 3. | I'm Movin' On (en)           | Hank Snow    | 2:37 |
| 4. | There'll Always Be Music     | Dolly Parton | 4:10 |
| 5. | The Love That Lights Our Way | Fred Karlin  | 3:15 |

## Personnel
- Tina Turner : Chant, chœurs
- Mark Creamer –  guitares acoustique et électrique
- James Burton – guitare électrique
- J. D. Minnis – pedal steel
- Glen D. Hardin – piano
- John Hammond – piano
- Tom Scott – saxophones et flûtes
- Joe Lamano – basse
- Michael Bolts – batterie
- Terrance Lane – percussion & effets sonores

## Crédit de traduction
- (en) Cet article est partiellement ou en totalité issu de l’article de Wikipédia en anglais intitulé « Tina Turns the Country On! » (voir la liste des auteurs).